# 靖公 (杞)
靖公（せいこう、生年不詳 - 紀元前681年）は、春秋時代の杞の君主。武公の子。紀元前704年、武公が死去すると、その後を嗣いで杞公となった。紀元前700年、魯の桓公の仲介で莒と講和し、曲池で盟を交わした。紀元前681年、死去した。在位23年。